# Trathala granulata
Trathala granulata är en stekelart som först beskrevs av Davis 1898.  Trathala granulata ingår i släktet Trathala och familjen brokparasitsteklar. Inga underarter finns listade i Catalogue of Life.